# 潮洛窝乡
潮洛窝乡，是中华人民共和国河北省唐山市玉田县下辖的一个乡镇级行政单位。

## 行政区划
潮洛窝乡下辖以下地区：
潮洛窝村、高四村、甄三村、大赵官庄村、九丈窝村、罗卜窝村、湘子村、盛家庄村、南兴庄村、柳沽村、北涧兴村、东龙村、慧龙寨村、孙王乔村和新赵村。